# Herzsee (See in Tirol)
Der Herzsee liegt im Südöstlichen Mittelgebirge am Fuß des Patscherkofels südöstlich oberhalb des Ortszentrums von Aldrans in Tirol (Österreich) und ist ein Fischteich aus der frühen Neuzeit.

## Geographie und Hydrographie
Der Weiher liegt in einer bewaldeten Umgebung. Er ist 200 m lang und 40 m breit. Die Siedlung am Westende heißt ebenfalls Herzsee.
Am See führt der Rundwanderweg durch das naturbelassene Herztal nach Ampass und nach Sistrans wie auch nach Judenstein. Hinten am Teich liegt eine Jausenstation. Oberhalb im Wald liegt der Gedenkplatz Maria im Wald, eine Gruppe von Bildbäumen.

## Geschichte
In den landesfürstlichen Fischereibeschreibungen wird der See seit dem Ende des 15. Jahrhunderts als „Teich oder See zu Laibains“ genannt, wobei sich der Name auf den so bezeichneten Rücken zwischen Aldrans und dem Herztal bezog. Ab dem 18. Jahrhundert war der See vermutlich abgelassen. 1892 erwarb ihn der Innsbrucker Bürger Bederlunger und ließ wieder Wasser ein. Der See bekam seinen neuen Namen vom Herztal, durch das er abfließt.
Früher war der Weiher zum Baden freigegeben und dient heute hauptsächlich zur Fischaufzucht.